# Catharinea flaviseta
Catharinea flaviseta là một loài Rêu trong họ Polytrichaceae. Loài này được (Mitt.) Broth. mô tả khoa học đầu tiên năm 1904.